# Troyes Champagne Métropole
Troyes Champagne Métropole (TCM) est une communauté d'agglomération de l'Aube créée le 1er janvier 2017.
Cette structure intercommunale ne constitue pas une métropole au sens de la réforme des collectivités territoriales françaises et de l’acte III de la décentralisation.

## Historique
Dans le cadre de la loi NOTRe, Troyes Champagne Métropole voit le jour le 1er janvier 2017, de la fusion de Grand Troyes, de la communauté de communes Bouilly-Mogne-Aumont, de la communauté de communes Seine Melda Coteaux et de la communauté de communes Seine Barse, étendue aux communes de Bucey-en-Othe, Estissac, Fontvannes, Messon, Prugny et Vauchassis (issues de la communauté de communes des portes du pays d'Othe).

## Territoire communautaire

### Composition
La communauté d'agglomération est composée des 81 communes suivantes :

| Nom                      | Code Insee | Gentilé          | Superficie (km2) | Population (dernière pop. légale) | Densité (hab./km2) |
| ------------------------ | ---------- | ---------------- | ---------------- | --------------------------------- | ------------------ |
| Troyes (siège)           | 10387      | Troyens          | 13,2             | 62 443 (2022)                     | 4 731              |
| Assenay                  | 10013      | Asnacussiens     | 3,42             | 137 (2022)                        | 40                 |
| Aubeterre                | 10015      | Aubeterriens     | 11,66            | 391 (2022)                        | 34                 |
| Barberey-Saint-Sulpice   | 10030      | Barberotins      | 9,36             | 1 551 (2022)                      | 166                |
| Les Bordes-Aumont        | 10049      | Bordemontais     | 5,49             | 539 (2022)                        | 98                 |
| Bouilly                  | 10051      | Bouillerands     | 15,49            | 1 074 (2022)                      | 69                 |
| Bouranton                | 10053      | Bourantonnais    | 8,15             | 623 (2022)                        | 76                 |
| Bréviandes               | 10060      | Bréviandois      | 6,14             | 3 091 (2022)                      | 503                |
| Bucey-en-Othe            | 10066      | Bucetons         | 13,03            | 433 (2022)                        | 33                 |
| Buchères                 | 10067      | Bucherois        | 7,14             | 1 959 (2022)                      | 274                |
| La Chapelle-Saint-Luc    | 10081      | Chapelains       | 10,48            | 12 603 (2022)                     | 1 203              |
| Clérey                   | 10100      | Clériciens       | 18,79            | 1 150 (2022)                      | 61                 |
| Cormost                  | 10104      | Cormostiens      | 11,36            | 291 (2022)                        | 26                 |
| Courteranges             | 10110      | Courterangeois   | 6,47             | 587 (2022)                        | 91                 |
| Creney-près-Troyes       | 10115      | Cœurlequins      | 15,76            | 1 996 (2022)                      | 127                |
| Crésantignes             | 10116      | Créteignats      | 2,1              | 310 (2022)                        | 148                |
| Dierrey-Saint-Pierre     | 10125      | Dierrotins       | 21,61            | 307 (2022)                        | 14                 |
| Estissac                 | 10142      | Liébautins       | 25,66            | 1 797 (2022)                      | 70                 |
| Fays-la-Chapelle         | 10147      | Faitas           | 0,58             | 120 (2022)                        | 207                |
| Feuges                   | 10149      | Feugeois         | 10,99            | 332 (2022)                        | 30                 |
| Fontvannes               | 10156      | Fontvannais      | 13,01            | 715 (2022)                        | 55                 |
| Fresnoy-le-Château       | 10162      | Fresnichons      | 11,48            | 285 (2022)                        | 25                 |
| Isle-Aumont              | 10173      | Islois           | 3,48             | 490 (2022)                        | 141                |
| Javernant                | 10177      | Javernandats     | 5,62             | 160 (2022)                        | 28                 |
| Jeugny                   | 10179      | Juvéniens        | 15,85            | 462 (2022)                        | 29                 |
| Laines-aux-Bois          | 10186      | Laignerans       | 16,43            | 530 (2022)                        | 32                 |
| Laubressel               | 10190      | Laubressellois   | 16,24            | 559 (2022)                        | 34                 |
| Lavau                    | 10191      | Lavausiens       | 5,74             | 971 (2022)                        | 169                |
| Lirey                    | 10198      |                  | 4,84             | 115 (2022)                        | 24                 |
| Longeville-sur-Mogne     | 10204      | Longevillois     | 4,15             | 138 (2022)                        | 33                 |
| Lusigny-sur-Barse        | 10209      | Lusigniens       | 37,92            | 2 265 (2022)                      | 60                 |
| Macey                    | 10211      | Macelots         | 20,46            | 982 (2022)                        | 48                 |
| Machy                    | 10212      | Machéens         | 2,74             | 108 (2022)                        | 39                 |
| Maupas                   | 10229      | Maupassois       | 4,26             | 99 (2022)                         | 23                 |
| Mergey                   | 10230      | Mergeotins       | 15,01            | 663 (2022)                        | 44                 |
| Mesnil-Saint-Père        | 10238      | Mesnilois        | 17,45            | 438 (2022)                        | 25                 |
| Messon                   | 10240      | Messoniers       | 11,49            | 470 (2022)                        | 41                 |
| Montaulin                | 10245      | Montaulinois     | 12,41            | 818 (2022)                        | 66                 |
| Montceaux-lès-Vaudes     | 10246      | Montcelliens     | 10,11            | 246 (2022)                        | 24                 |
| Montgueux                | 10248      | Montgueuillats   | 11,25            | 388 (2022)                        | 34                 |
| Montiéramey              | 10249      |                  | 6,73             | 405 (2022)                        | 60                 |
| Montreuil-sur-Barse      | 10255      | Montreuillois    | 13,13            | 291 (2022)                        | 22                 |
| Montsuzain               | 10256      | Montsuzanois     | 19,62            | 396 (2022)                        | 20                 |
| Moussey                  | 10260      | Mousséens        | 7,25             | 661 (2022)                        | 91                 |
| Les Noës-près-Troyes     | 10265      | Noyats           | 0,73             | 3 260 (2022)                      | 4 466              |
| Le Pavillon-Sainte-Julie | 10281      | Pavillonnais     | 22,93            | 278 (2022)                        | 12                 |
| Payns                    | 10282      | Payntiers        | 16,97            | 1 396 (2022)                      | 82                 |
| Pont-Sainte-Marie        | 10297      | Maripontains     | 3,99             | 5 202 (2022)                      | 1 304              |
| Prugny                   | 10307      | Prugneaux        | 8,62             | 366 (2022)                        | 42                 |
| La Rivière-de-Corps      | 10321      | Ribocortins      | 7,26             | 3 681 (2022)                      | 507                |
| Roncenay                 | 10324      | Roncenaysiens    | 3,82             | 170 (2022)                        | 45                 |
| Rosières-près-Troyes     | 10325      | Caillotins       | 6,23             | 4 866 (2022)                      | 781                |
| Rouilly-Saint-Loup       | 10329      | Lupiruliens      | 11,26            | 536 (2022)                        | 48                 |
| Ruvigny                  | 10332      | Ruvigniens       | 4,15             | 502 (2022)                        | 121                |
| Saint-André-les-Vergers  | 10333      | Dryats           | 5,86             | 12 695 (2022)                     | 2 166              |
| Saint-Benoît-sur-Seine   | 10336      | Bénédictins      | 11,78            | 428 (2022)                        | 36                 |
| Saint-Germain            | 10340      | Germinois        | 13,8             | 2 402 (2022)                      | 174                |
| Saint-Jean-de-Bonneval   | 10342      | Bonnevalois      | 6,14             | 403 (2022)                        | 66                 |
| Saint-Julien-les-Villas  | 10343      | Sancéens         | 5,26             | 6 752 (2022)                      | 1 284              |
| Saint-Léger-près-Troyes  | 10344      | Taupins          | 9,21             | 915 (2022)                        | 99                 |
| Saint-Lyé                | 10349      | Lyotains         | 32,7             | 2 867 (2022)                      | 88                 |
| Saint-Parres-aux-Tertres | 10357      | Patrocliens      | 11,82            | 3 214 (2022)                      | 272                |
| Saint-Pouange            | 10360      | Glayotas         | 10,02            | 1 000 (2022)                      | 100                |
| Saint-Thibault           | 10363      | Théobaldiens     | 11,71            | 551 (2022)                        | 47                 |
| Sainte-Maure             | 10352      | Mauraciens       | 20,92            | 1 792 (2022)                      | 86                 |
| Sainte-Savine            | 10362      | Saviniens        | 7,55             | 10 457 (2022)                     | 1 385              |
| Sommeval                 | 10371      | Sommevaliens     | 9,57             | 301 (2022)                        | 31                 |
| Souligny                 | 10373      | Subligniens      | 10,59            | 377 (2022)                        | 36                 |
| Thennelières             | 10375      | Tanoclariens     | 6,73             | 336 (2022)                        | 50                 |
| Torvilliers              | 10381      | Torvillois       | 12,11            | 1 035 (2022)                      | 85                 |
| Vailly                   | 10391      | Vaillérands      | 11,25            | 310 (2022)                        | 28                 |
| Vauchassis               | 10396      | Cosins           | 24,17            | 498 (2022)                        | 21                 |
| La Vendue-Mignot         | 10402      | Mignotins        | 10,48            | 242 (2022)                        | 23                 |
| Verrières                | 10406      | Verrichons       | 10,12            | 1 888 (2022)                      | 187                |
| Villacerf                | 10409      | Villacerons      | 9,64             | 600 (2022)                        | 62                 |
| Villechétif              | 10412      | Acoutis          | 12,24            | 945 (2022)                        | 77                 |
| Villeloup                | 10414      | Villelouptiers   | 16,31            | 129 (2022)                        | 7,9                |
| Villemereuil             | 10416      | Villemereuillois | 7,81             | 240 (2022)                        | 31                 |
| Villery                  | 10425      | Villerats        | 3,59             | 267 (2022)                        | 74                 |
| Villy-le-Bois            | 10434      | Villeboisiens    | 5,41             | 58 (2022)                         | 11                 |
| Villy-le-Maréchal        | 10435      | Villats          | 3,29             | 192 (2022)                        | 58                 |

### Démographie
| 1968    | 1975    | 1982    | 1990    | 1999    | 2009    | 2014    | 2020    |
| ------- | ------- | ------- | ------- | ------- | ------- | ------- | ------- |
| 135 948 | 150 522 | 154 227 | 154 651 | 158 427 | 164 668 | 168 350 | 174 501 |

## Transports
La communauté d'agglomération est devenue autorité organisatrice de la mobilité (AOM).

### Impact énergétique et climatique

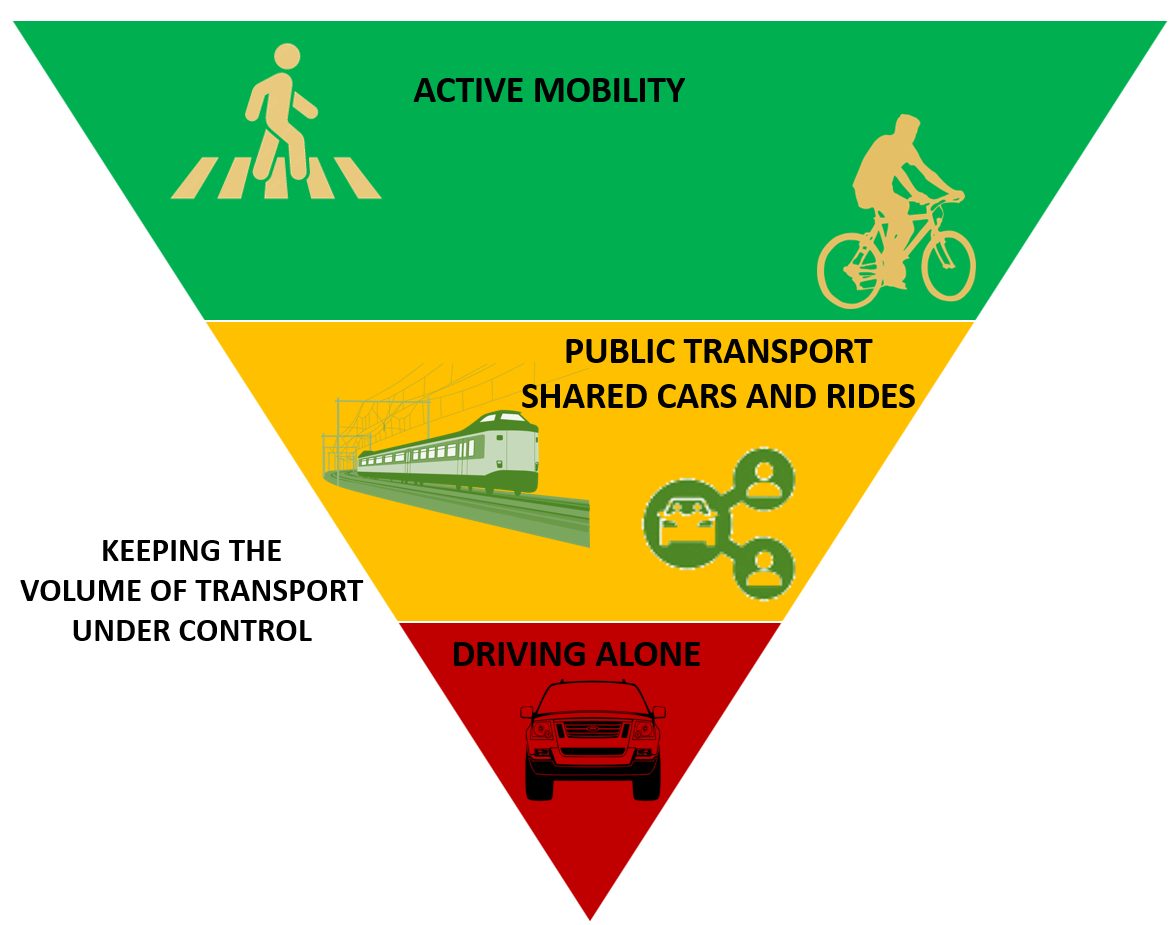
Pyramide de la mobilité, proposée par le projet européen Share North.

Énergie et effet de serre étant intimement liés, ATMO Grand Est tient à jour les statistiques énergétiques et climatiques de Troyes Champagne Métropole pour l'année 2020 et pour tous les secteurs, y compris les transports.
| -                              | Transports routiers | Autres transports |
| ------------------------------ | ------------------- | ----------------- |
| Carburant (GWh)                | 1 033               | 5                 |
| Électricité (GWh)              | 1                   | 0                 |
| Gaz à effet de serre (ktéqCO2) | 261                 | 1                 |

## Énergie et climat
Dans le cadre du schéma régional d'aménagement, de développement durable et d'égalité des territoires (SRADDET) du Grand Est, ATMO Grand Est tient à jour les statistiques énergétiques  des établissements publics de coopération intercommunale de la région sous forme de diagramme de flux.
L'énergie finale annuelle, consommée en 2020, est exprimée en gigawatts-heures,.
| -                          | GWh   |
| -------------------------- | ----- |
| Électricité                | 882   |
| Carburants ou combustibles | 2 620 |
| Chaleur primaire           | 177   |

L'énergie produite en 2020 est également exprimée en gigawatts-heures.
| -                          | GWh |
| -------------------------- | --- |
| Électricité                | 351 |
| Carburants ou combustibles | 151 |
| Chaleur primaire           | 116 |

Les gaz à effet de serre sont exprimés en kilotonnes équivalent CO2.
| -                     | ktéqCO2 |
| --------------------- | ------- |
| Liées à l'énergie     | 581     |
| Non liées à l'énergie | 197     |

## Administration

### Siège
Le siège de la communauté d'agglomération est situé à Troyes.

### Les élus
Le conseil communautaire de la communauté d'agglomération se compose de 135 conseillers, représentant chacune des communes membres et élus pour une durée de six ans.
Ils sont répartis comme suit :
| Nombre de conseillers | Communes                                       |
| --------------------- | ---------------------------------------------- |
| 35                    | Troyes                                         |
| 7                     | La Chapelle-Saint-Luc, Saint-André-les-Vergers |
| 5                     | Sainte-Savine                                  |
| 3                     | Saint-Julien-les-Villas                        |
| 2                     | Pont-Sainte-Marie, Rosières-près-Troyes        |
| 1 (+1 suppléant)      | les 74 autres communes                         |

### Présidence
| Période                                  | Période  | Identité        | Étiquette | Qualité                   |
| ---------------------------------------- | -------- | --------------- | --------- | ------------------------- |
| Les données manquantes sont à compléter. |          |                 |           |                           |
| 2017                                     | En cours | François Baroin | LR        | maire de Troyes (1995 → ) |

### Régime fiscal et budget
Le régime fiscal de la communauté d'agglomération est la fiscalité professionnelle unique (FPU).

## Projets et réalisations
Depuis 2011, la communauté d'agglomération travaille à la rénovation du réseau de digues protégeant Troyes. Sur les 12 kilomètres concernés, 7 ont déjà été réhabilités. À l'horizon 2025, il est prévu de commencer les travaux sur la partie la plus sensible, les 4 kilomètres de digues du centre-ville, qui protègent 5 000 personnes.
Troyes Champagne Métropole a également pout projet la transformation de la gare en pole d'échange multimodal. Portée par un budget de 12 millions d'euros, celle-ci inclura la création d'une nouvelle gare routière, de voies de bus, et d'une voie verte, mais également la requalification de plusieurs rues à proximité de la gare et l'aménagement d'espaces paysagers. En parallèle, un budget de 2 600 000 euros est consacré à l'entrée nord de la gare, avec des objectifs similaires (requalification de rues, aménagements paysagers, voie verte, renouvellement des réseaux d'eau...).
La communauté d'agglomération, enfin, a pour projet la requalification du quartier Jules-Guesde, classé zone urbaine sensible depuis 1996. Les objectifs principaux sont la reconfiguration urbaine et paysagère du quartier (afin de favoriser son intégration dans la ville), sa transformation en un quartier actif, et la régénération de son patrimoine immobilier (destruction des deux tiers des logements pour préparer une reconstruction moderne).